# رنچو الگره (تگزاس)
رنچو الگره (به انگلیسی: Rancho Alegre) یک منطقهٔ مسکونی در ایالات متحده آمریکا است که در شهرستان جیم ولز، تگزاس واقع شده‌است. رنچو الگره ۳٫۳ کیلومتر مربع مساحت و ۱٬۷۷۵ نفر جمعیت دارد و ۶۵ متر بالاتر از سطح دریا واقع شده‌است.